# Пюже, Пьер
Пьер Поль Пюже́ (фр. Pierre Paul Puget; 16 октября 1620, Марсель — 2 декабря 1694, Марсель) — французский живописец, скульптор, архитектор и инженер. Представитель французского классицизма эпохи «большого стиля» в годы правления короля Людовика XIV. Вместе с другими французскими скульпторами работал над украшением Версальского парка. Дядя и учитель скульптора Кристофа Веирье.

## Биография
Пюже родился в семье марсельского каменщика, в рабочем районе Панье в Марселе. Поскольку два его старших брата обучались ремеслу каменотёсов, он стал учиться резьбе по дереву. Начинал свою карьеру в возрасте четырнадцати лет, вырезая деревянные украшения для галер, которые строили на верфях Марселя. Учился у строителя галер и резчика по дереву Романа. В 1640 году в возрасте восемнадцати лет, взяв с собой инструменты, он отправился морем в Ливорно, а затем во Флоренцию в поисках мастерской, в которой он мог бы работать резчиком или скульптором. Он вырезал несколько декоративных панно во Флоренции, а затем, получив хорошую рекомендацию от своего работодателя, отправился в Рим и представился живописцу римского барокко Пьетро да Кортона. Он помогал Пьетро да Кортона в росписи потолков Палаццо Барберини в Риме и Палаццо Питти во Флоренции.
В 1643 году Пюже возвратился во Францию и выполнил в Тулоне модель военного корабля. Затем вторично провёл несколько лет в Риме и, вернувшись оттуда в 1653 года в Марсель, привнёс в искусство местных мастеров вкусы итальянского барокко. В Ливорно он сделал рисунки богато украшенных тосканских галер, а также рисунки воображаемых кораблей с тех, которые Кортона писал в своих декоративных композициях. Он показал их Жану Арману де Майе-Брезе, гранд-адмиралу французского флота, и получил заказ на разработку резного медальона для кормы нового французского военного корабля, названного в честь королевы Анны Австрийской.
Смерть гранд-адмирала в 1646 году положила конец его работе в области корабельного декора. Он стал заниматься живописью, в основном писать картины на религиозные сюжеты в стиле А. Карраччи и П. П. Рубенса. В 1649 году он также получил заказ на строительство нескольких общественных фонтанов на новых площадях Тулона. В 1652 году ему было поручено изготовить купель для крещения в Соборе Марселя. С 1662 по 1665 год он написал серию картин для Марсельского собора.
1650 году Пьер Пюже жил в Тулоне и там же женился. Он полностью обратил свое внимание на скульптуру. В 1655 году получил свой первый важный заказ на скульптурное украшение входа в Ратушу Тулона. В 1659 году Пюже снова работал в Риме. Его репутация распространилась за пределы Италии и Прованса и он был приглашён в Париж. В 1660 году он получил заказ от Николя Фуке, суперинтенданта финансов Франции в ранние годы правления Людовика XIV, на создание скульптуры для нового сада Фуке в Во-ле-Виконт, включая статую Геракла, личного символа министра Фуке. Фуке отправил Пюже в Геную, чтобы отобрать блоки наилучшего мрамора. Пока Пюже готовился к путешествию, он получил несколько предложений по скульптурным проектам от Жана-Батиста Кольбера, секретаря кардинала Мазарини, но их пришлось отложить из-за ревности Фуке.
В 1660 году Пюже отправился в карьеры по добыче каррарского мрамора, где выбрал нужный ему мрамор и в Генуе создал статую, которая стала известна как Геркулес Галльский. Однако 5 сентября 1661 года министр Фуке по приказу короля был арестован и заключён в Бастилию по обвинению в том, что он использовал государственные средства для собственных нужд. Статуя, заказанная для Фуке, позднее была отправлена в Шато-де-Со, более скромную резиденцию Кольбера. Ныне находится в Лувре.
После этого Пюже снова работал в Италии, подолгу посещая Рим и Геную. Он вернулся во Францию в 1669 году и делил своё время между Тулоном и Марселем, занимаясь украшением военных кораблей.
В 1671 году Пьер Пюже вошёл в группу скульпторов, которым министр Кольбер поручил украсить скульптурами сады Версаля. Пюже работал в основном в Тулоне, отправляя свои скульптуры в Париж. Однако начало войны с Голландией в 1688 году положило конец новым грандиозным проектам. Позднее Пюже «впал в немилость», вероятно, его чрезмерно экспрессивный стиль перестал соответствовать изменившейся эстетике королевского двора. Пюже умер в Марселе 2 декабря 1694 года в возрасте семидесяти четырёх лет. Похоронен на кладбище Старой церкви Милосердия (Vieille Charité). Церковь и кладбище исчезли, и место захоронения определить невозможно.

## Творчество
Произведения Пюже характерны энергией и экспрессией, несколько театральными позами и жестами изображаемых фигур, свойственными эстетике «большого стиля» эпохи правления Короля-Солнце Людовика XIV, в котором необычным образом соединились элементы классицизма и барокко. Однако даже в границах этого стиля работы Пюже выделяются пафосом и драматизмом избираемых им тем в сравнении с более академичной скульптурой других мастеров эпохи Людовика XIV. В этих свойствах индивидуального стиля Пюже очевидно непосредственное влияние искусства итальянского барокко.
В этом отношении показательно его наиболее прославленное произведение — скульптура из мрамора «Милон Кротонский» (1682) почти трёхметровой высоты. Скульптура изображает самый драматичный момент, когда древнегреческий атлет Милон из Кротона, отличавшийся в молодости необычайной силой, но теперь пожилой и слабый, защемив руку в расщелине пня, не мог высвободиться и сделался добычей дикого льва. Выражение его лица искажено болью и страданием. Однако специалисты отмечают, что в сравнении с «берниниевским барокко» даже это произведение выглядит академично. Тем не менее, Жермен Базен отмечал, что, хотя французские скульпторы ездили учиться в Италию, «почти все они прошли мимо Бернини», предпочитая античную классику, только один Пюже испытал влияние великого мастера итальянского барокко, и его творчество «можно назвать исключением, которое подтверждает правило, поскольку скульптор был родом из Прованса, провинции, где даже в архитектуре итальянские образцы предпочитали парижским».
Скульптура «Милон Кротонский со львом» была приобретена королём и заняла видное место в Версальском саду. Позднее оригинал перенесли в Лувр, а в Версале оставили копию. Тем временем Пюже приступил к другой скульптуре для Версаля: статуе Андромеды. Индивидуальный стиль и манера этого художника до такой степени соответствовали вкусам эпохи, что соотечественники прозвали его французским Микеланджело и Рубенсом. Его творчество высоко ценил живописец французского романтизма Эжен Делакруа и во многих отношениях ставил его в один ряд с античными мастерами. По мнению Делакруа, Пюже является величайшим гением в области скульптуры всех времён и народов, который был незаслуженно забыт. В 1844 году Делакруа посвятил ему отдельную статью в журнале Beaux Arts.

## Галерея
- Ахилл и Хирон (Обучение Ахилла). Ок. 1690. Бумага, акварель. Музей изобразительных искусств, Марсель
- Морское сражение при Палермо 2 июня 1676 года. 1677. Акварель (?)
- Теламон (Атлант) здания Ратуши в Тулоне. 1655
- Мадонна с Младенцем. Деталь. Мрамор. Музей Сант-Агостино, Генуя
- Святой Себастьян. 1668. Мрамор. Санта-Мария-Ассунта ди Кариньяно, Генуя
- Милон Кротонский со львом. 1682. Мрамор. Лувр, Париж
- Геркулес и Лернейская гидра. 1656. Мрамор. Музей изобразительных искусств, Руан
- Персей и Андромеда. 1684. Мрамор. Лувр, Париж
- Спаситель Мира. Мрамор. Музей изобразительных искусств, Ним
- Фавн. Ок. 1693 г. Терракота. Музей изобразительных искусств, Марсель
- Ассунта (Вознесение Мадонны). Деталь. Мрамор. Музей Боде, Берлин